# 曼努埃尔·阿穆尼亚
曼努埃尔·里贝罗·阿穆尼亚（西班牙語：Manuel Rivero Almunia，1977年5月19日—）出生於西班牙北部的潘普洛纳，西班牙足球运动员，司职门将，现已退役。

## 球會

### 早年
阿穆尼亚出身於家鄉球隊奥萨苏纳，代表二隊在1997/98及1998/99兩個球季出賽44場。由於未獲提升上一隊，於2000年夏季轉投薩巴度爾（CE Sabadell），取得寶貴的一隊經驗。於2001年轉會西甲勁旅塞尔塔维戈，但從未代表球隊上陣，在切爾達的三年皆被外借到其他球隊，首先是伊巴（SD Eibar），翌年到韋爾瓦，2003年11月1日再被外借到阿爾巴塞特護級，因正選阿根廷門將卡洛斯·羅阿（Carlos Roa）受傷，艾蒙尼亞獲機出賽24場，更協助球隊成功護級。

### 阿仙奴
2004年7月14日艾蒙尼亞以未有透露的轉會費由切爾達轉投阿森纳。於2004年10月27日在聯賽盃勝曼城2-1的比賽獲得首次上場。艾蒙尼亞出席當季阿仙奴每一場聯賽盃比賽，包括於11月9日3-1擊敗愛華頓及12月1日半準決賽對同樣以年青球員為主的曼联，開賽僅19秒艾蒙尼亞即犯大錯，讓（David Bellion）軟弱無力的射球溜進網窩，就以這個入球到完場以0-1被淘汰。
雖然偶有犯錯，但阿仙奴領隊温格對艾蒙尼亞仍有十足信心，當莱曼未能上陣時在重要的比賽把守最後一關。艾蒙尼亞更是阿仙奴在盃賽經常起用的門將，常有機會表現其撲救点球的能力。2005年3月1日足總盃重賽作客錫菲聯，加時後仍然踢成0-0和局，互射十二碼時艾蒙尼亞救出兩球，協助阿仙奴以4-2勝出及晉級八強。2005年12月21日聯賽盃阿仙奴作客剛爆冷門淘汰曼城的，吉爾伯托·席爾瓦加時最後一刻入球迫成2-2平手，互射十二碼時艾蒙尼亞再救出兩球及對方一球中柱不入，阿仙奴3-1過關。
2006年5月17日歐聯決賽對巴塞罗那，艾蒙尼亞於18分鐘入替被逐離場的列文，上半場封擋伊度奧射球，皮球再中柱彈出。但十人應戰的阿仙奴在下半場末段再沒有能力抵擋巴塞隆拿的攻勢，伊度奧在76分鐘單刀射近柱扳成平手，後備入替的在80分鐘射穿艾蒙尼亞大細龍門奠定勝局。
艾蒙尼亞代表阿仙奴出戰2006/07年所有足總盃及聯賽盃的比賽；聯賽盃八強作客，憑「四喜臨門」以6-3淘汰利物浦，準決賽兩回合累計5-3淘汰北倫敦死對頭托特纳姆热刺，2007年2月25日決賽對車路士，被杜奧巴兩破大門反勝2-1，只能屈居亞軍。足總盃亦能晉級十六強，剛失意於聯賽盃，3日後再被布力般流浪淘汰。艾蒙尼亞整季只曾在2006年11月12日代替患病的列文在超聯上陣一次，主場3-0擊敗利物浦，力保不失。
2007年夏季列文續約一年及阿仙奴收購波蘭籍門將法比安斯基，但艾蒙尼亞持續進步的穩定演出，當列文在2007/08年球季季初連續犯錯及受傷時，艾蒙尼亞順理成章取得正選門將的席位。被貶的列文心有不甘，於2007年10月23日公開要求與雲加對質，但仍不能動搖艾蒙尼亞的地位。於2007年11月3日在主場迫和曼聯2-2一役，艾蒙尼亞雖曾犯錯而遭受批評，賽後雲加仍然力保艾蒙尼亞。2007年12月22日北倫敦打呲主場對熱刺，在1-1平手時，艾蒙尼亞救出的十二碼成為轉捩點，最後由剛後補入場即頭球破網的賓特拿（Nicklas Bendtner）建奇功，2-1擊敗死對頭，更加穩定艾蒙尼亞一號門將的地位。
2008年7月，由於列文的離隊，艾蒙尼亞的球衣號碼由24號轉為1號，上陣大部份聯賽及歐聯賽事，其中在2009年3月21日聯賽對紐卡素的賽事中，艾蒙尼亞在比賽初段救出馬田斯的十二碼，間接協助球隊最終以3-1勝出。在歐聯四強首回合對曼聯賽事中，艾蒙尼亞累救險球，使球隊僅以一球之差返回主場，得到各方好評。2010/11球季中，艾蒙尼亞在首循環對西布朗賽事中兩次犯下低級錯誤，使球隊輸球而被眨。球季中後期，由於兩名門將因傷缺陣，溫格被迫起用被打入冷宮的艾蒙尼亞，然而在次循環對西布朗賽事中夢遊而使球隊失分。
2011年9月30日在阿仙奴投閒置散的艾蒙尼亞被外借到英冠的韋斯咸，代替受傷缺陣的羅拔·格連，為期1個月，期間上陣4場才結束借用返回阿仙奴。

### 屈福特
2012年夏季，35歲的艾蒙尼亞約滿阿仙奴而被放棄，7月30日他加盟英冠球會屈福特，簽約一年。2012-13年度球季，有艾蒙尼亞在陣的屈福特取得英冠聯賽第三名，獲得參加升班附加賽資格。屈福特在附加賽準決賽面對李斯特城，當比賽至次回合補時階段，雙方總比數打成2-2平手，李斯特城獲得一記十二碼罰球，由安東尼·洛卡特主射這記十二碼罰球，但艾蒙尼亞接連撲救了洛卡特的主射及補射，之後屈福特球員立刻將皮球踢上前場反攻，最後由特羅伊·迪尼攻入決定勝負一球。結果屈福特最後戲劇性地以總比數3-2擊敗李斯特城晉身升班附加賽決賽，勇救12碼的艾蒙尼亞可謂晉級其中一個最大功臣，可惜後來屈福特在附加賽決賽以0-1敗給水晶宮，艾蒙利亞亦因而失去重返英超賽場的機會。
2013年7月5日，屈福特與艾蒙尼亞續約一年，時任屈福特領隊蘇拿表示，「艾蒙尼亞的經驗及影響力對屈福特非常重要，而去季他曾對球會有不凡的影響。」
2014年7月，艾蒙尼亞離開屈福特。8月28日，艾蒙尼亞接受醫生勸喻，宣佈結束職業球員生涯。

## 國家隊
艾蒙尼亞從未獲得西班牙國家隊徵召，於2008年艾蒙尼亞可取得英國居民權，表明有興趣代表英格蘭出賽。

## 榮譽
代表阿仙奴
- 英格蘭足總盃 冠軍：2005年
- 歐洲聯賽冠軍盃 亞軍：2005/06年
- 英格蘭聯賽盃 亞軍：2006/07年
- 阿聯酋航空盃（Emirates Cup）冠軍：2007年
- 阿姆斯特丹邀請賽（Amsterdam Tournament）冠軍：2005年、2007年

## 外部連結
- ESPNsoccernet：曼努埃尔·阿穆尼亚 （页面存档备份，存于）
- Photos and stats[] at sporting-heroes.net